# 果てしなき情熱
『果てしなき情熱』（はてしなきじょうねつ）は、1949年9月27日に公開された日本映画。新東宝・新世紀プロ提携、東宝配給。モノクロ、スタンダード、検閲認証番号:10608。

## 解説
服部良一の楽曲が全編を彩る昭和歌謡映画。「雨のブルース」「蘇州夜曲」「湖畔の宿」「夜のプラットホーム」「私のトランペット」「セコハン娘」「ブギウギ娘」が挿入歌として使用されているが、冒頭に「服部良一の半生記ではない」という但し書きが表示される。新東宝としては、服部良一の自叙伝をベースにしつつ、服部本人の希望もあって、彼自身の半生をそのまま映画化するのではなく、彼をモデルとした一人の作曲家の生き方をオリジナルの脚本でやるという企画意図があり、服部が作曲したヒット曲を劇中で数多く使うことも映画化の条件となっていた。監督を担当した市川崑は、初めて自分らしい作品にぶつかったと感じ、撮影の小原譲治や照明の藤林甲の賛同協力もあって、当時流行のパンフォーカスなどの新しい撮影技法を試みる実験的な撮影を行ったが、完成試写の段階になって失敗作になると直感し、映画が公開されると周囲からも酷評ばかりだったが、唯一、事前検閲審査を行うGHQの日系二世だった検閲官だけは絶賛してくれたという。また妻の和田夏十も「こんなことで駄目になるんだったら、あんたは本物の監督じゃない。若いんだからいいじゃないか」と励ましたという。

## スタッフ
- 製作：井内久
- 監督：市川崑
- 脚本：和田夏十
- 助監督：加戸野五郎[2]
- 音楽：服部良一
- 挿入曲：「雨のブルース」「夜のプラットフォーム」「蘇州夜曲」「私のトランペット」「湖畔の宿」「セコハン娘」「ブギウギ娘」全音楽譜出版社
- 美術：小川一男
- 撮影：小原譲治
- 照明：藤林甲
- 録音：根岸壽夫
- 編集：長田信
- 合成技術：天羽四郎
- 製作主任：青山碩
- スチール：橋山愈

## キャスト
- 三木竜太郎：堀雄二
- 石狩しん：月丘千秋
- 雨宮福子：笠置シヅ子
- 小田切優子：折原啓子(松竹)
- 石狩すて：清川虹子
- 千光：江見渉
- 砂堂：斎藤達雄
- 野々宮元：鮎川浩
- 夏目鳥子：服部富子
- 阪東梅吉：若月輝夫
- 管理人・塙：伊藤雄之助
- 肥満したコック：山田長正
- 暴漢：山室耕
- 美しき歌手：山口淑子(特別出演)
- ブルースを唄う女：淡谷のり子(特別出演)
- 役柄不明：山川朔太郎、泉麗子、松丘緑